# Prosimulium kiotoense
Prosimulium kiotoense är en tvåvingeart som beskrevs av Tokuichi Shiraki 1935. Prosimulium kiotoense ingår i släktet Prosimulium och familjen knott. Inga underarter finns listade i Catalogue of Life.